# Firenze Open
Il Firenze Open, noto come UniCredit Firenze Open per ragioni di sponsorizzazione, è stato un torneo di tennis maschile disputato con una licenza per un solo anno, facente parte del circuito ATP Tour 250. Si è disputato sui campi indoor in cemento del Palazzo Wanny situato nella zona di San Bartolo a Cintoia a Firenze, in Italia.
La prima e unica edizione si è svolta dal 10 al 16 ottobre 2022 e il direttore del torneo era l'ex tennista italiano Paolo Lorenzi.

## Storia
Il torneo è stato presentato per la prima volta il 21 luglio 2022 nella Sala de’ Dugento di Palazzo Vecchio a Firenze, in occasione della revisione del calendario internazionale annunciata quello stesso giorno dall'ATP Tour. Grazie alla modifica apportate dall'ATP al calendario autunnale per sopperire alle cancellazioni di alcuni tornei del circuito maggiore dovute alla pandemia di COVID-19, la Federazione Italiana Tennis ha ottenuto una licenza annuale per organizzare due tornei ATP 250, quello di Firenze e la Tennis Napoli Cup di Napoli, che si è tenuto la settimana successiva dal 17 al 23 ottobre.
Il torneo ha segnato il ritorno del circuito maggiore in città dopo 28 anni di assenza, da quando nel 1994 si era giocato l'ATP Firenze.

## Albo d'oro

### Singolare
| Anno | Vincitore             | Finalista         | Punteggio |
| ---- | --------------------- | ----------------- | --------- |
| 2022 | Félix Auger-Aliassime | Jeffrey John Wolf | 6–4, 6–4  |

### Doppio
| Anno | Vincitori                            | Finalisti                  | Punteggio   |
| ---- | ------------------------------------ | -------------------------- | ----------- |
| 2022 | Nicolas Mahut Édouard Roger-Vasselin | Ivan Dodig Austin Krajicek | 7–6(4), 6–3 |